# Nakajima B6N
Nakajima B6N Tenzan (jap. 中島 B6N 天山; oznaczenie amerykańskie: Jill) – japoński samolot bombowo-torpedowy produkowany w latach 1942–1944 przez firmę Nakajima i używany w czasie II wojny światowej.

## Historia
Samolot ten został pomyślany jako następca wcześniejszej konstrukcji B5N. Sformułowane przez Kaigun Koku Hombu (dowództwo Lotnictwa Cesarskiej Marynarki Wojennej), dwa lata po rozpoczęciu produkcji B5N1, założenia techniczne 14 Shi były w znacznym stopniu uwarunkowane rozmiarami hangarów i podnośników na japońskich lotniskowcach. Sytuacja taka spowodowała, że konstruktorzy mieli mocno ograniczone możliwości projektowania. Rozmiar nowej maszyny nie mógł być większy, natomiast prędkość i zasięg miały być zwiększone. Propozycja opracowania konstrukcji, bez większych zmian, zgodnej z założeniami 14 Shi została przekazana zakładom Nakajima bez ogłaszania konkursu na nowy samolot. Zespołem konstruktorów pracujących nad nową maszyną kierował inżynier Kenichi Matsumura. Przy wszystkich narzuconych, ograniczeniach projekt samolotu N-10 (3K) (bo takie oznaczenia fabryczne otrzymał projektowany samolot) powtarzał w znaczącym stopniu rozwiązanie z poprzedniej konstrukcji, bez większych zmian w aerodynamice płatowca. Ponieważ nowy silnik miał moc 1324 kW (1800 KM), czyli prawie dwukrotnie większą niż w B5N2, a także dużo większą masę, konieczne było wydłużenie kadłuba.

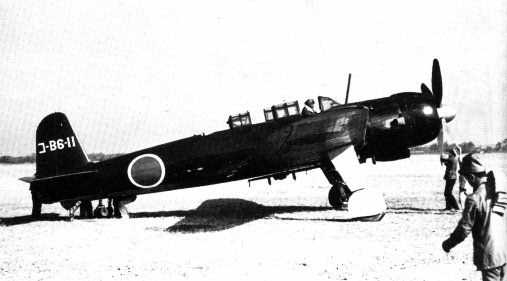

Aby utrzymać się w gabarytach podnośników, konieczne było pochylenie do przodu usterzenia pionowego. Wiosną 1941 roku zakłady Nakajima ukończyły budowę dwóch prototypów napędzanych silnikami Nakajima NK7A Mamoru 11. Mimo że sugerowano zastosowanie lepszej jednostki napędowej Mitsubishi Kasei, firma wolała pozostać przy własnym produkcie. Ta decyzja spowodowała znaczne przedłużenie okresu prób, co automatycznie opóźniło rozpoczęcie produkcji. Pierwsze próby w locie, przeprowadzone jeszcze przed wybuchem wojny na Pacyfiku, wykazały złą stateczność podłużną i musiano wprowadzić skręcenie statecznika pionowego (o 10° w lewo). Próby na lotniskowcach „Ryuho” i „Zuikaku” ujawniły, że samolot może stacjonować tylko na dużych jednostkach, z powodu znacznej masy startowej nie jest w stanie operować z pokładów lekkich lotniskowców. Wzmocniono również hak do lądowania, którego niedostateczna sztywność groziła jego zerwaniem po kilku lądowaniach. Problemy z silnikiem sprawiły, że cykl prób zakończono dopiero pod koniec 1942 roku. Samolot produkowany  był w trzech wariantach: Nakajima B6N1, B6N2, B6N2a, B6N3. Samoloty seryjne budowane od lutego 1943 roku otrzymały oznaczenie B6N1 Tenzan Model 11 i zostały przyjęte do uzbrojenia jako pokładowy samolot torpedowo-bombowy Tenzan Model 11.

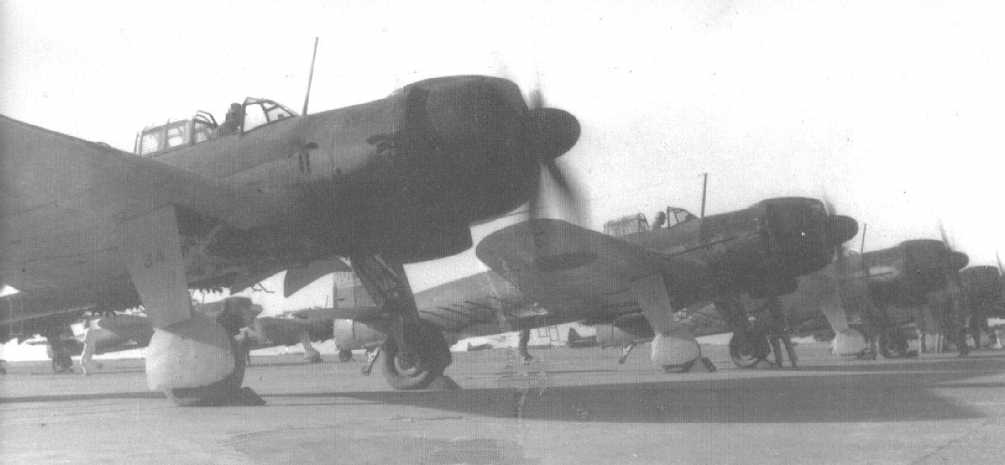
Samoloty przed startem

Z powodu wątpliwej jakości silników, już po rozpoczęciu budowy Kaigun Koku Hombu, zaczęło domagać się przerwania produkcji silników Mamoru i wprowadzenia jednostek Nakajima Sakae lub Homare. Ostatecznie firma zgodziła się na silniki Mitsubishi Kasei. Wersja z taką jednostką napędową otrzymała oznaczenie B6N2 Tenzan Model 12. Wprowadzono także stałe kółko ogonowe i nowe rury wydechowe. Na początku 1943 roku, aby zaradzić niemożności operowania z lekkich lotniskowców, na samolotach zaczęto montować pomocnicze silniki rakietowe, które miały umożliwiać start z pełnym obciążeniem z pokładów lotniczych. Rozwiązanie to z powodu swojego stopnia skomplikowania zarzucono. Innym mankamentem uniemożliwiającym bazowanie na lekkich lotniskowcach była duża prędkość lądowania – młodzi, niedoświadczeni piloci nie byli w stanie wylądować na krótkim pokładzie lekkich lotniskowców; w praktyce oznaczało to ograniczenie użycia B6N tylko do dużych lotniskowców. Pierwsze egzemplarze seryjne były gotowe w czerwcu 1943 roku. Od listopada roku 1944 budowano wersję B6N2a Tenzan Model 12A. W porównywaniu z wersją wcześniejszą wzmocniono uzbrojenie. Wyposażono je w ciężkie 13 mm karabiny maszynowe Typ 2, zamiast karabinów maszynowych Typu 92 kalibru 7,7 mm. Co trzeci samolot wersji B6N2 wyposażono w radar Typ 3 do wykrywania celów morskich o teoretycznym zasięgu 150 km (przy locie na wysokości 3000 metrów, w praktyce zasięg nie przekraczał 50 km). Znaczna część tych maszyn operowała z baz lądowych, ponieważ większość dużych lotniskowców została już zatopiona. W takiej sytuacji zapadła decyzja o podjęciu produkcji samolotu w wersji lądowej.

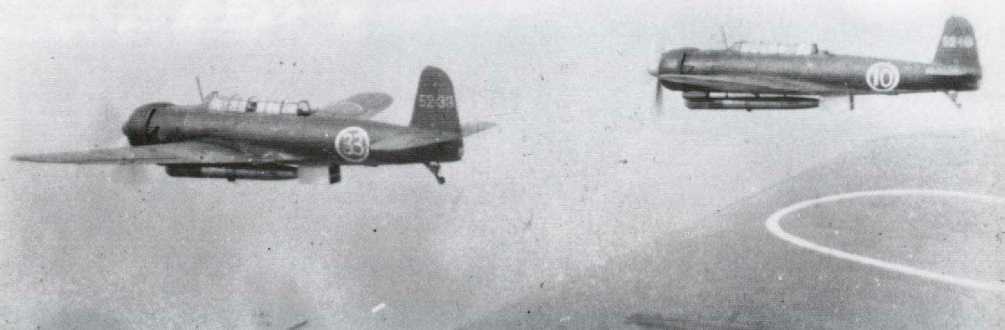

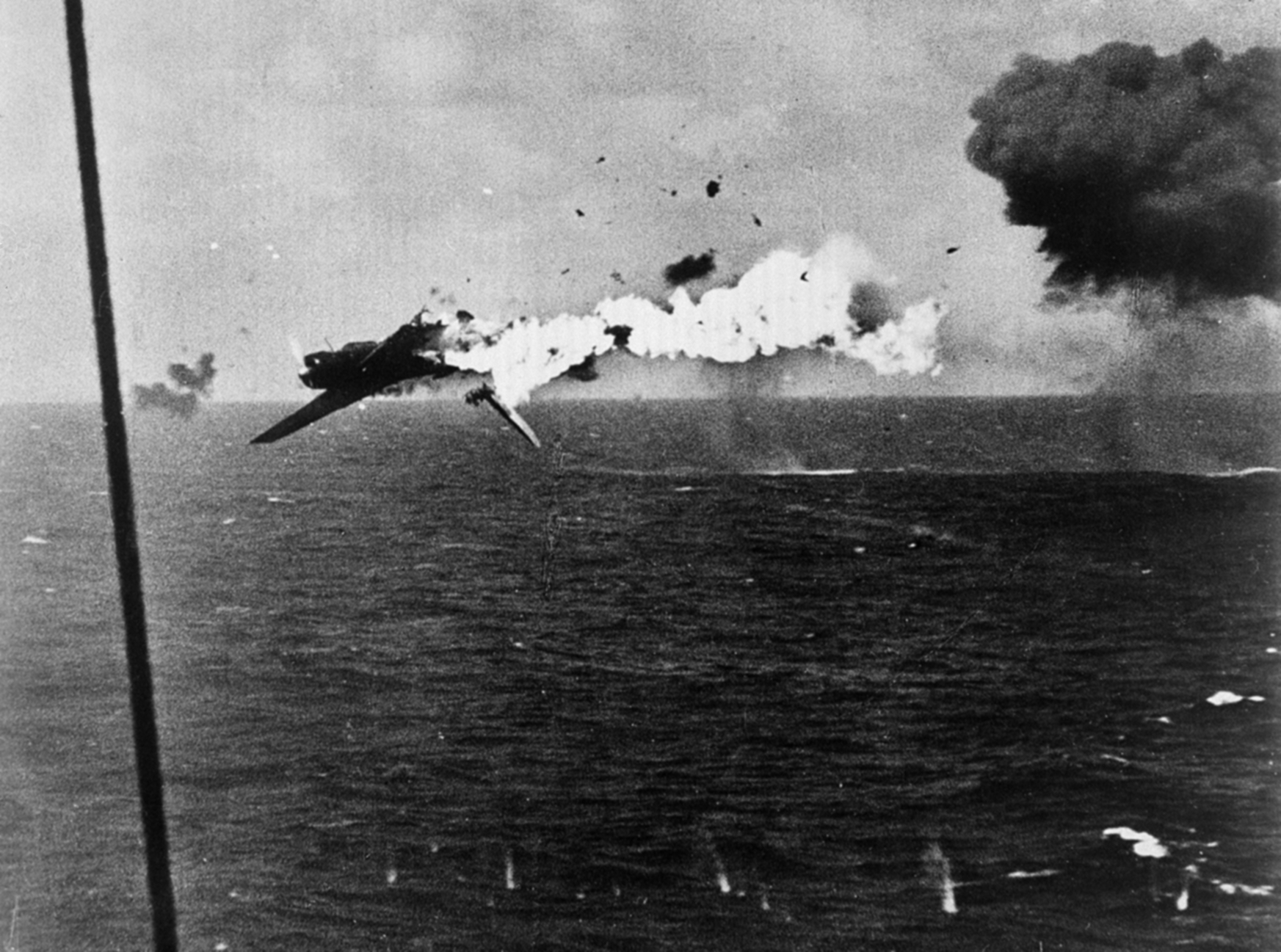
Zestrzelenie Nakajima B6N nad Kwajalein 4 grudnia 1943

Pod koniec wojny dwie maszyny B6N2a zostały przerobione na prototypy B6N3 Tenzan Model 14. Otrzymały one nowe podwozie, o wzmocnionej konstrukcji, z kołami o większej średnicy. Miało to umożliwić eksploatowanie z lotnisk gruntowych. Zlikwidowano także hak do lądowania. Produkcji nie zdążono wdrożyć. Zdobyte samoloty uzyskały bardzo dobrą opinię badających je Amerykanów.

## Użycie bojowe
Pierwszymi jednostkami, które przyjęły nowe samoloty na początku 1944 roku na swoje uzbrojenie były 601 Korpus Lotniczy (Kokutai) (z lotniskowców „Taihō”, „Shōkaku”, „Zuikaku”), 652 Kokutai (z lotniskowców „Junyo”, „Hiyo”, „Ryuho”) i 653 Kokutai (lotniskowce „Chitose”, „Chiyoda” i „Zuihō”). W drugiej połowie tego samego roku B6N pojawiły się w 582 Kokutai stacjonującym w Rabaul na Nowej Brytanii. Po raz pierwszy samoloty zostały użyte bojowo podczas walk o Mariany w 1944 roku. Nie był to udany debiut – z 68 użytych bojowo samolotów, 60 zostało zestrzelonych. Czasy wielkich formacji samolotów torpedowych atakujących amerykańskie okręty odeszły w przeszłość. Podczas bitwy o Mariany wykorzystano również niewielką liczbą B6N wyposażonych w radar, naprowadzały one japońskie samoloty pokładowe na wykryte okręty przeciwnika.  W ostatnich tygodniach wojny samoloty Tenzan z 705 i 752 Kokutai uczestniczyły głównie w walkach o Okinawę. Przeprowadziły szereg ataków szturmowych, a często i samobójczych, przeciw flocie alianckiej. Pod sam koniec wojny samoloty pojawiły się jeszcze w 131, 551 i 903 Kokutai.